# U 74 (U-Boot, 1915)
U 74 war ein diesel-elektrisches Minen-U-Boot des Kriegsauftrags „E“ der deutschen Kaiserlichen Marine, das im Ersten Weltkrieg zum Einsatz kam.

## Besonderheit der Motorisierung und Bewaffnung
Die Hauptaufgabe von U 74 war das Legen von Seeminen, von denen bis zu 38 Stück im Bootsinneren transportiert werden konnten. Sie wurden über zwei Auslassrohre im Bootsheck verlegt. Es handelte sich somit nicht primär um ein U-Boot für Torpedoangriffe. Es war verglichen mit anderen Hochsee-U-Booten relativ schwach motorisiert. Die Überwassergeschwindigkeit blieb im einstelligen Bereich. Die Torpedobewaffnung diente lediglich zur Selbstverteidigung.

## Einsätze
U 74 lief am 10. August 1915 bei der Kaiserlichen Werft in Danzig vom Stapel und wurde am 24. November 1915 in Dienst gestellt. Das U-Boot wurde im März 1916 der I. U-Boot-Flottille zugeordnet. Der erste und einzige Kommandant des U-Bootes war Kapitänleutnant Erwin Weisbach, der es von seiner Indienststellung bis zu seinem Untergang am 17. Mai 1916 befehligte.
U 74 führte während des Ersten Weltkrieges zwei Operationen in der Nordsee durch. Dabei wurde der britische Kohlenfrachter Sabbia mit 2.802 BRT versenkt. Die Sabbia lief am 20. April 1916 etwa 7 Meilen südöstlich der Isle of May auf eine Mine von U 74.
U 74 lief im Mai 1916 zu seiner zweiten Minenoperation zum Firth of Forth an der Ostküste Schottlands aus. Dabei sollte vor Rosyth eine Minensperre zur Behinderung der Grand Fleet gelegt werden. Das Boot kehrte nie zurück.

## Verbleib
Ursprünglich wurde angenommen, U 74 sei am 27. Mai 1916 vor Peterhead von einer britischen Trawlergruppe durch Artilleriebeschuss versenkt worden. Ein U-Boot-Wrack vor Dunbar wurde jedoch inzwischen als U 74 identifiziert. Als Ursache des Untergangs wird ein Unfall beim Auslegen der Minen genannt. Es gab keine Überlebenden.